# Superliga Brasileira de Voleibol Feminino de 1998–99
A Superliga Feminina de Vôlei 1998/1999 foi um torneio realizado a partir de 5 de Dezembro de 1998 até 18 de Abril de 1999 por doze equipes representando cinco estados.

## Participantes
Petrobras/Força Olímpica, Brasília/DF

 Banestado/Londrina, Londrina/PR

 Leites Nestlé, Jundiaí/SP

 Petrobrás/Macaé, Macaé/RJ

 MRV/Minas, Belo Horizonte/MG

 BCN/Osasco, Osasco/SP

 Rexona (Paraná Vôlei Clube), Curitiba/PR

 Blue Life/Pinheiros, São Paulo/SP

 Recreativa, Ribeirão Preto/SP

 Mizuno/Uniban/São Bernardo, São Bernardo do Campo/SP

 São Caetano, São Caetano do Sul/SP

 Universidade de Guarulhos, Guarulhos/SP

## Regulamento
- Fase Classificatória:As 12 equipes disputaram partida todas contra todas, em sistema de turno e returno. Após disputada as 22 rodadas, as equipes campeãs do turno e do returno se classificaram automaticamente para a fase semifinal.Se uma equipe ganhasse os 2 turnos,a vaga ficaria com a segunda melhor equipe na classificação geral (turno e returno).

- Playoffs:Os times que ficaram entre terceiro e sexto lugares foram divididos em dois grupos de duas equipes. No primeiro, jogaram o terceiro e o sexto colocados. Já o outro grupo teve o quarto e o quinto.Esses dois grupos foram disputados em sistema de play-offs.

Os campeões desses confrontos enfrentaram nas semifinais os dois primeiros colocados da fase de classificação. As séries semifinais, assim como a série final, aconteceram em melhor de cinco jogos.

## Campeão
| Superliga Brasileira Feminina 1998-99 |
| ------------------------------------- |
| Uniban/São Bernardo 1º Título         |